# 女王店
女王店（荷兰语：De Bijenkorf），直译为蜂巢，荷兰华人称之为女王店，是荷兰王国最大的一家高端百货连锁商店。

## 历史
由荷兰商人Simon Philip Goudsmit始建于1870年，第一家店位于阿姆斯特丹的水坝广场。1926年在乌得勒支竣工，1930年海牙成功顺利开张。当时约有70万人参加开幕仪式。但是在第二次世界大战中部分毁于鹿特丹轰炸。余下的保持经营一直到1957年，1960年因修建鹿特丹地铁被彻底清除掉。鹿特丹新分店由马塞尔·布劳耶重新设计建造。
目前在荷兰各大城市拥有十家分店：其中三家旗舰店分别位于阿姆斯特丹(1870)、海牙(1926)和鹿特丹(1930)；四家中等规模的店位于阿姆斯特尔芬(1998)、乌特勒支(1987)、埃因霍温(1969)和马斯特里赫特(2003)。2009年女王店开启线上网店，公司现有员工大约3000人。目前它由盖伦·韦斯顿家族拥有，此家族还拥有英国、加拿大和爱尔兰等多家百货商场的所有权。

## 画廊

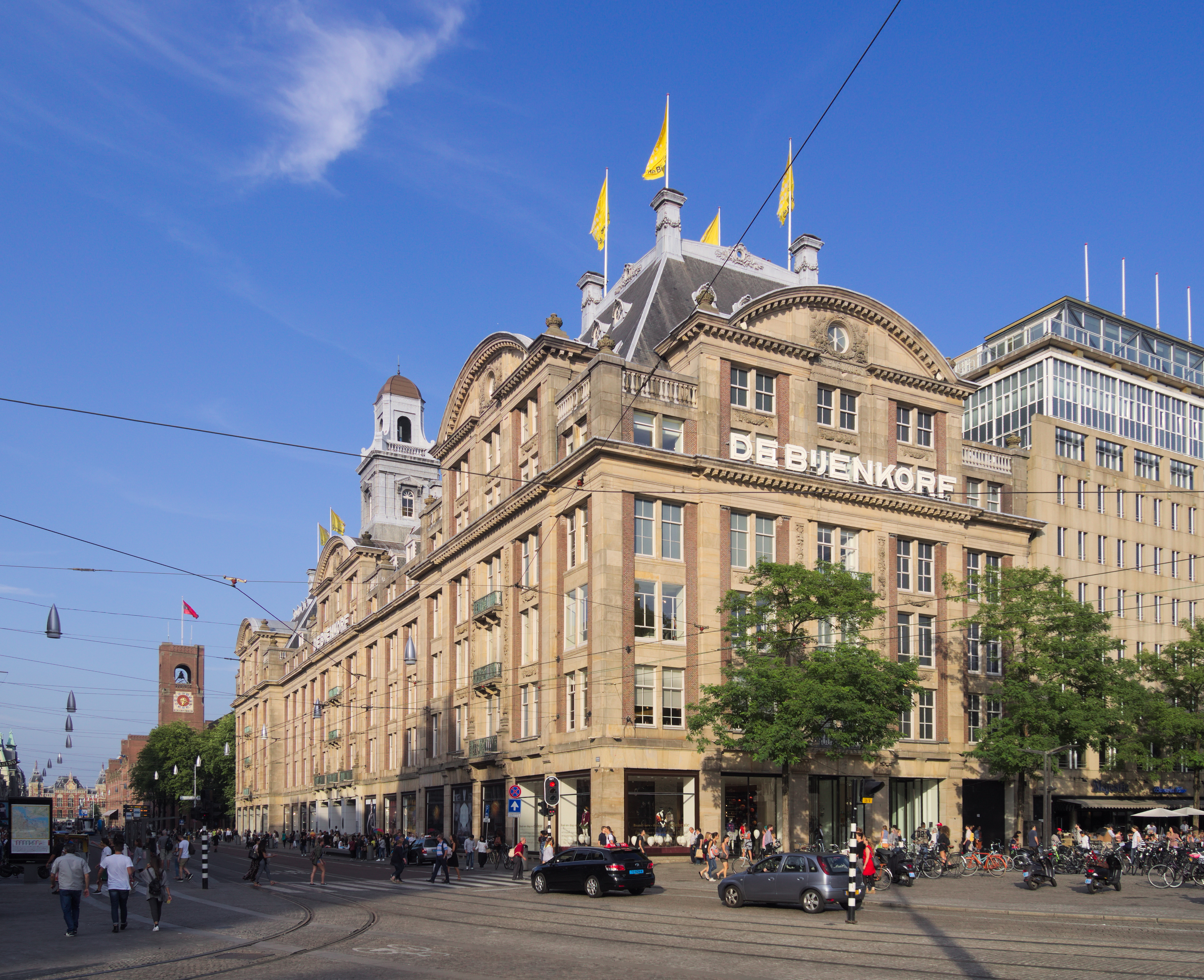
位于阿姆斯特丹水坝广场的旗舰店
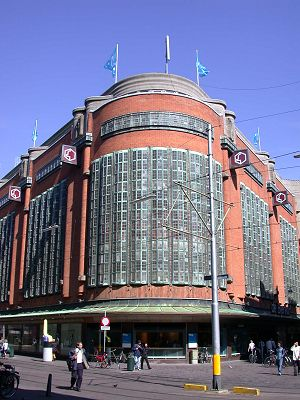
位于海牙的第二家分店